# Ruukinsaari (ö i Mellersta Finland)
Ruukinsaari är en ö i Finland.   Den ligger i kommunen Viitasaari i den ekonomiska regionen  Saarijärvi-Viitasaari och landskapet Mellersta Finland, i den centrala delen av landet, 300 km norr om huvudstaden Helsingfors.